# Ella (álbum)
Ella  es el decimosexto álbum de estudio del cantautor mexicano Juan Gabriel, lanzado al mercado por RCA Records el 27 de octubre de 1980. Fue publicada junto con el álbum Juan Gabriel con el Mariachi de América de Jesús Rodríguez de Hijar. De forma limitada por la ex disquera de Juan Gabriel: RCA Records. A la venta solo en Estados Unidos, pero fue retirado del mercado casi inmediatamente. Aquí se encuentra la primera versión del tema: "Te Sigo Amando" que varios años después retomaría pero con arreglos orquestales. En este año que fue tan lleno de discos de Juan Gabriel, su ex disquera la RCA Records tenía en su poder algunas canciones que habían quedado fuera de algunas producciones pasadas, cuando Juan Gabriel grababa para ellos. Así es que usando estos temas, un par de duetos con Estela Núñez y algunas remasterizaciones de algunos éxitos de la década de los 70, crean el disco ELLA.
Ahí se incluyeron las versiones de “Juro que nunca volveré” que jamás había sido editada en alguno de sus discos, y el clásico “Te sigo amando” que desde aquel entonces ya existía; con una armónica a la mitad de la canción que le da un tono bastante melancólico, tema que se hace éxito después, con arreglos orquestales del maestro Eduardo Magallanes, y que sirve de base para una telenovela que lleva ese nombre y que se transmitió en 1996 en la televisión mexicana. El disco fue poco conocido, y no tuvo un sencillo promocional, solamente se lanzó, aunque es muy especial por sus seguidores debido a que se hicieron muy pocas copias del disco y porque casi fue retirado inmediatamente del mercado, pero en sí el disco está perfectamente igual de realizado que los anteriores, se incluyen duetos con Estela Núñez que fueron "Mañana, mañana" y “Esta noche” que es un cover de un tema italiano “Roma parlaie tu” de Franco Micalizzi al que Juan Gabriel imprimió su letra en español y casi basándose en el mismo arreglo la canto con la que en sus inicios fue su inseparable intérprete.
Se anexó también el tema “Ya no puede ser posible” del disco El alma joven III, solamente editaron el principio quitando la introducción de piano que se conoció originalmente e iniciando a partir de la guitarra acústica. 
Al tema “Solo tuyo” ahora se edita como “Solo tú y yo” aunque es el mismo que se lanzó en el disco chicano.

## Lista de canciones
| N.º | Título                                                                                | Escritor(es)                   | Duración |  |
| 1.  | «Ella (de la sesión "10 de los grandes" 1975)»                                        | Juan Gabriel                   | 2:50     |  |
| 2.  | «Te Sigo Amando (Single A 1977, de la sesión "te llegará mi olvido")»                 | Juan Gabriel                   | 2:45     |  |
| 3.  | «Que Se Parezca a Ti (de la sesión "el alma joven 2" 1972)»                           | Juan Gabriel                   | 2:58     |  |
| 4.  | «Sólo Tú y Yo (incluida en "10 de los grandes" 1975)»                                 | Juan Gabriel                   | 3:31     |  |
| 5.  | «Esta Noche (Roma Parlaie Tu) "single B 1973» (con Estela Núñez)                      | Juan Gabriel, Franco Micalizzi | 3:03     |  |
| 6.  | «Hoy Por Fin (single B 1977, de la sesión "te llegará mi olvido")»                    | Juan Gabriel                   | 2:46     |  |
| 7.  | «Ya No Puede Ser Posible (incluida en "El alma joven 3" 1973)»                        | Juan Gabriel                   | 2:17     |  |
| 8.  | «Juro Que Nunca Volveré (single B de "te llegará mi olvido" 1977, publicado en 1978)» | Juan Gabriel                   | 2:19     |  |
| 9.  | «Mañana, Mañana (single A 1973)» (con Estela Núñez)                                   | Juan Gabriel                   | 2:49     |  |
| 10. | «Tristeza y Soledad (inédito de la sesión de 1977 "te llegará mi olvido")»            | Juan Gabriel                   | 4:34     |  |